# Jesper Asselman
Jesper Asselman (Delft, 12 de març de 1990) és un antic ciclista de carreres professional holandès.
Asselman es va dedicar al ciclisme professionalment entre 2009 i 2020, per als equips Van Vliet–EBH Elshof, Rabobank Continental Team, Team Raiko–Stölting, Roompot–Charles i Metec–TKH. Durant l'Eneco Tour 2015, i després de passar dos dies consecutius a la fuga i guanyar segons de bonificació, Asselman es va situar al capdavant general de la cursa.